# 洪恰里夫卡 (斯瓦托韋區)
49°28′34″N 38°9′0″E / 49.47611°N 38.15000°E
洪恰里夫卡（烏克蘭語：Гончарівка）是位於烏克蘭東部的村莊，由盧甘斯克州斯瓦托韋區的斯瓦托韋市鎮負責管轄。該村始建於1704年，面積6平方公里，海拔高度81米，2001年人口1,359，人口密度每平方公里226.5人。
自2022年3月以來，該村莊一直被俄羅斯軍隊佔領。2022年9月14日，一所學校、一個體育館和一個電工的房子在俄羅斯佔領軍佔領的領土上被火箭彈摧毀。